# Loreto, Agusan del Sur
Loreto là một đô thị hạng 1 ở tỉnh Agusan del Sur, Philippines. Theo điều tra dân số năm 2015, đô thị này có dân số 42.501 người trong.

## Các khu phố (barangay)
Loreto được chia thành 17 khu phố (barangay).
| - Binucayan - Johnson - Magaud - Nueva Gracia - Poblacion - San Isidro - San Mariano - San Vicente - Santa Teresa | - Santo Tomas - Violanta - Waloe - Kasapa - Katipunan - Kauswagan - Santo Niño - Sabud |